# Passerelle des Deux Rives

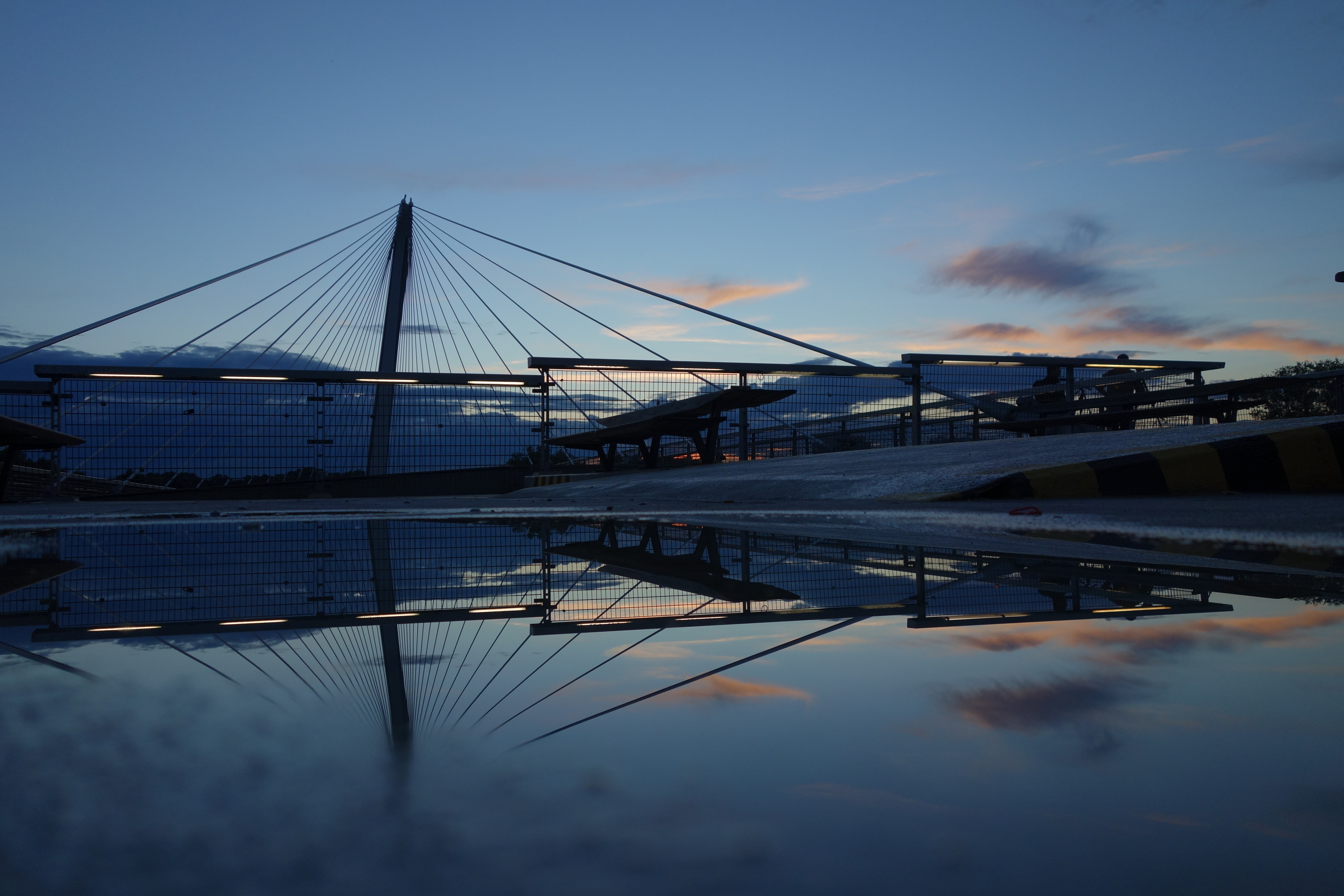

Die Passerelle des Deux Rives (deutsch Brücke der zwei Ufer) ist eine Fußgänger- und Radfahrerbrücke über den Rhein. Sie wurde von dem Pariser Architekten Marc Mimram als Herzstück der grenzüberschreitenden Landesgartenschau zwischen den Städten Straßburg und Kehl entworfen. Bei der Eröffnung der Gartenschau am 23. April 2004 wurde sie eingeweiht und ihrer Bestimmung übergeben. Die Passerelle des deux Rives ist Teil des grenzüberschreitenden Parks Garten der zwei Ufer.
Als Symbol für das zusammenwachsende Europa überspannt sie den Grenzfluss Rhein. Am 4. April 2009 trafen sich anlässlich des 60-jährigen Bestehens der NATO die Staats- und Regierungschefs der NATO-Staaten auf der Rheinbrücke zum symbolischen Handschlag.

## Architektur
Die Brücke ist im oberen Teil mit 72 Seilen verspannt. Zwei Pfeiler im Flussbett tragen sie.
Es handelt sich um eine Doppelbrücke: Einer der beiden Stege, 387 Meter lang, verbindet die hochwasserfreien Bereiche und spannt vom Kehler Dammdurchbruch auf der Höhe der Großherzog-Friedrich-Straße bis weit hinein in den Rheinpark auf französischer Seite. Er ist nahezu flach, in der Ebene aber gekrümmt. Der andere Steg, 275 Meter lang, erstreckt sich direkt von einem zum anderen Ufer. Er krümmt sich in der Höhe, ist aus der Vogelperspektive aber gerade. In der Mitte, etwa zwölf Meter über dem Rhein, erreicht der zweite Steg gerade die Höhe des längeren Stegs. Dort sind die beiden Überbauten durch eine große Plattform verbunden. Der schmalere – in der Höhe gekrümmte – Steg ist steigungsbedingt Fußgängern vorbehalten, der breitere kann auch von Fahrrad- und Rollstuhlfahrern genutzt werden.
1050 Tonnen Stahl wurden für die Passerelle des Deux Rives verbaut. Ausgeführt wurde der Bau von Bilfinger Berger. Die Tragwerksplanung erstellten Meyer + Schubart und Leonhardt, Andrä und Partner. Letzteren oblag auch die Bauüberwachung.

## Kosten und Kostenkontroverse
Die Kosten lagen bei 22 Millionen Euro. Planung und Bau wurden vom Land Baden-Württemberg und der Europäischen Union unterstützt. Von den verbleibenden Kosten übernahm die Stadt Kehl 41 und Straßburg 59 Prozent. Anfänglich wurde nur gut die Hälfte dieser Kosten veranschlagt. Durch zwei Nachforderungen kam es zum Streit zwischen den beiden auftraggebenden Gemeinden Straßburg und Kehl einerseits und dem Architekten andererseits.

## Preise
2005: Renault Traffic Design Award
2019: Sonderpreis für grenzüberschreitende deutsch-französische Architektur des Badischen Architektur Preises

## Geschichte vor der Errichtung der Brücke
An der Stelle der Passerelle des Deux Rives bauten am 16. April 1945 französische Soldaten eine Pontonbrücke über den Rhein, über die General de Lattre de Tassigny am selben Tag vom deutschen Rheinufer aus in Straßburg einzog. Ein Gedenkstein am Fuße der Passerelle erinnert an dieses Ereignis.

## Bildergalerie

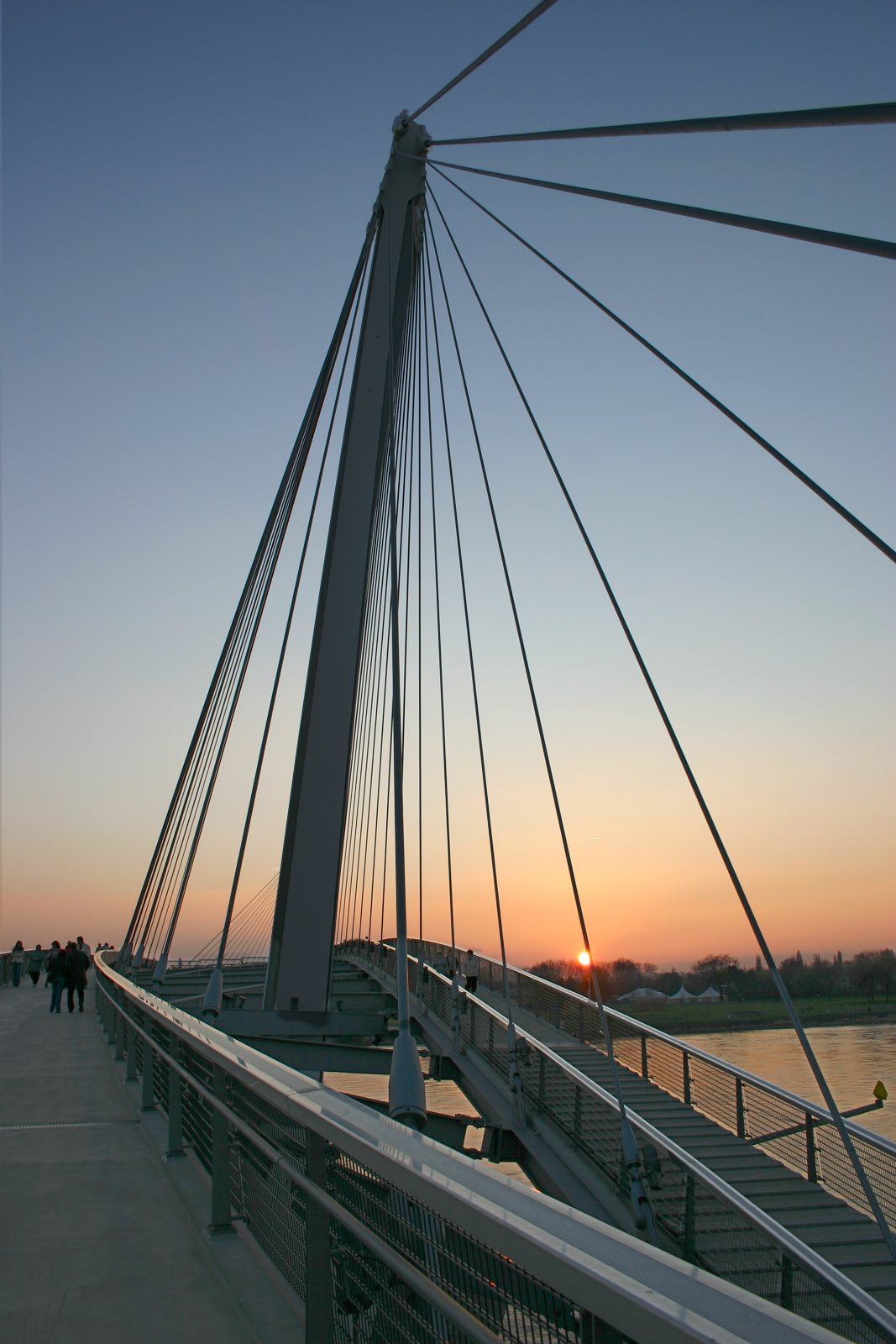
Die Passerelle des Deux Rives am Abend
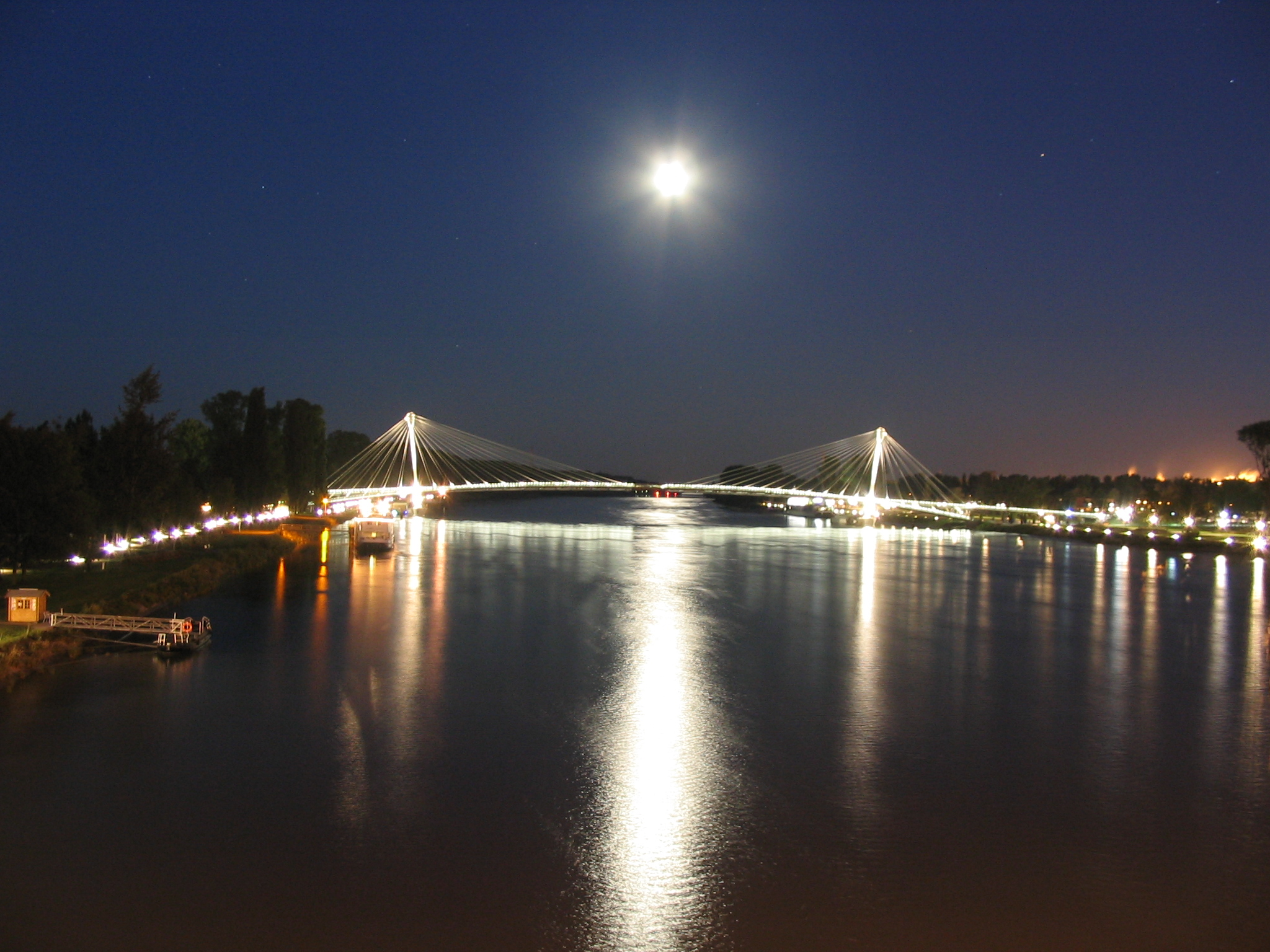
Die Passerelle des Deux Rives bei Nacht
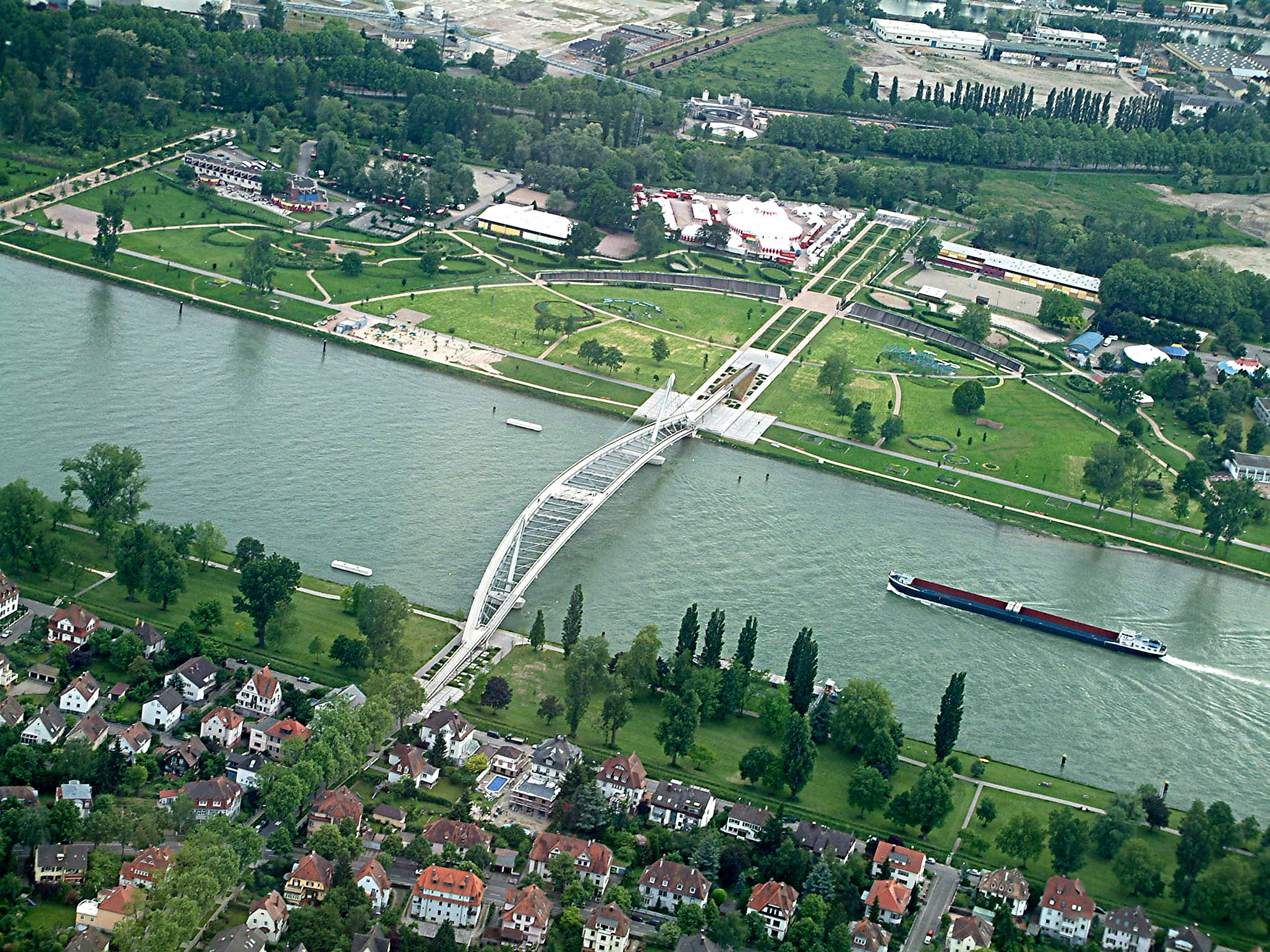
Luftaufnahme Passerelle des Deux Rives (aufgenommen von deutscher Seite)
Bild von deutscher Seite
Bild von deutscher Seite Richtung Straßburg
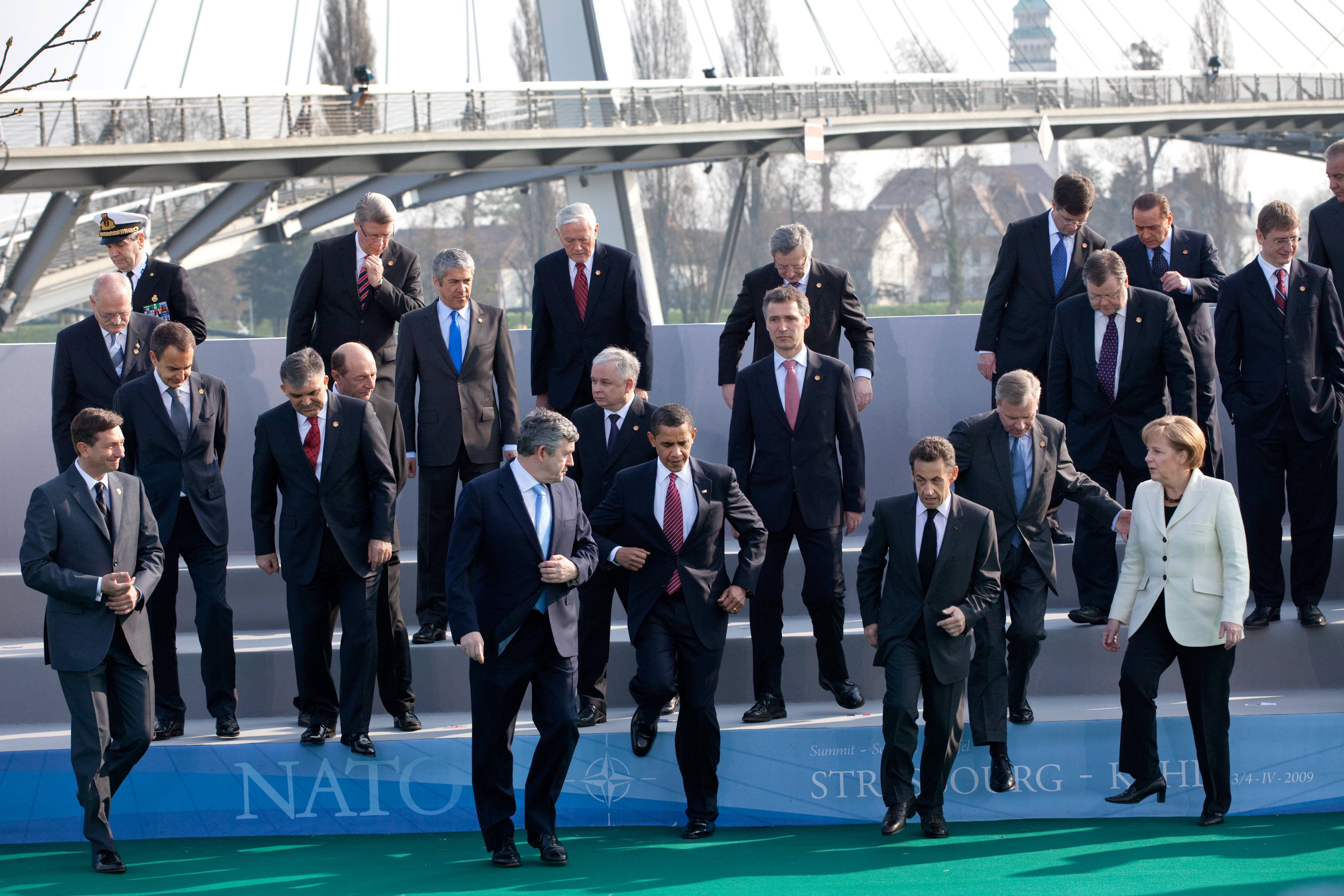
Obama, Merkel, Sarkozy, Brown, Berlusconi und andere Staatschefs vor der Brücke